# كابيتول ولاية أوريغون
كابيتول ولاية أوريغون (بالإنجليزية: Oregon State Capitol) هو مبنى يضم المجلس التشريعي، ومكاتب حاكم ووزير خارجية وأمين خزينة ولاية أوريغون الأمريكية. يقع المبنى في سايلم عاصمة الولاية. تم تشييد المبنى الحالي في الفترة 1936-1938، وتم توسيعه في عام 1977، ويعتبر المبنى الثالث الذي يخدم حكومة ولاية أوريغون في سايلم. المبنيين السابقين قد التهمتهما النيران، أحدهما في عام 1855 والآخر في عام 1935.